# Les Bonnes Sœurs
Pour plus de détails, voir Fiche technique et Distribution.
Les Bonnes Sœurs (The Little Hours) est une comédie américaine de Jeff Baena, sortie en 2017.

## Fiche technique
- Titre anglais: The Little Hours
- Titre français : Les Bonnes Sœurs, d'après le Décaméron de Boccace
- Réalisation et scénario : Jeff Baena
- Musique : Dan Romer
- Photographie : Quyen Tran
- Montage : Ryan Brown
- Production : Elizabeth Destro et Aubrey Plaza
- Sociétés de distribution : Gunpowder & Sky
- Pays de production :  États-Unis
- Langue originale : anglais
- Format : couleur
- Genre : comédie
- Durée : 90 minutes
- Dates de sortie :
  - États-Unis : 19 janvier 2017 (Festival du film de Sundance) et 30 juin 2017 (sortie nationale)
  - France : 8 novembre 2017 (VOD)

## Distribution

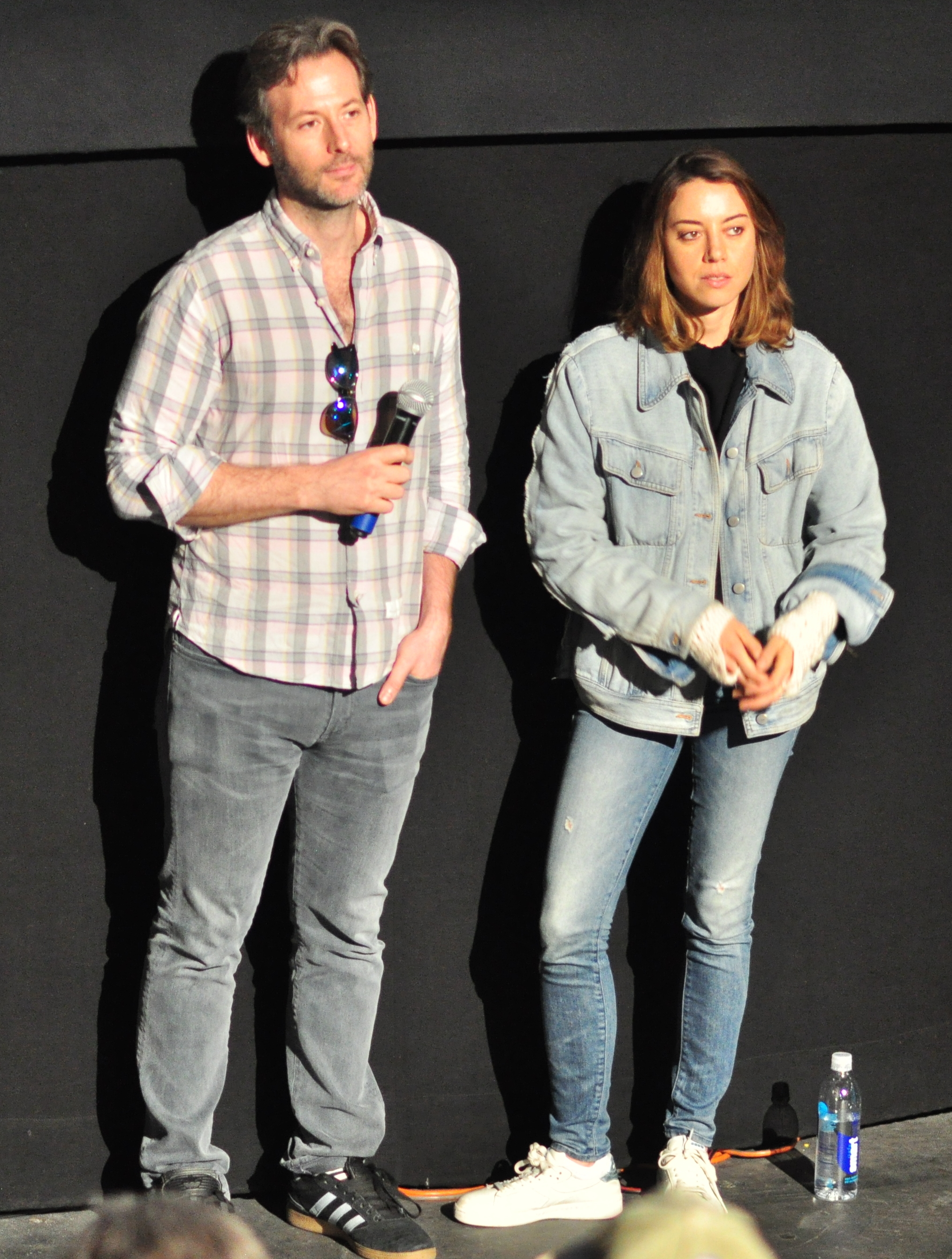
L'actrice Aubrey Plaza et le réalisateur Jeff Baena au Seattle International Film Festival 2017.

- Alison Brie (VFB : Helena Coppejans) (VFF : Natacha Muller) : Alessandra
- Dave Franco (VFB : Maxime Donnay) (VFF : Yoann Sover) : Massetto
- Kate Micucci (VFB : Ludivine Deworst) (VFF : Barbara Beretta) : Ginerva
- Aubrey Plaza (VFB : Sophie Pyronnet) (VFF : Alice Taurand) : Fernanda
- John C. Reilly (VFB : Benoît Van Dorslaer) : le père Tommasso
- Molly Shannon (VF : Colette Sodoyez) (VFF : Danièle Douet) : Marea
- Fred Armisen (VF : Philippe Résimont) (VFF: Charles Mendiant) : l'évêque Bartolomeo
- Jemima Kirke (VFB : Julie Lenain) : Marta
- Nick Offerman (VFB : Martin Spinhayer) (VFF : Constantin Pappas) : le roi Bruno
- Lauren Weedman (VFB : Catherine Conet) (VFF : Juliette Degenne) : Francesca
- Paul Reiser : Ilario
- Adam Pally : le garde Paolo
- Paul Weitz : Lurco
- Jon Gabrus : le garde Gregorio
- Teresa Marini : Viola

Source et légende : version francophone belge (VFB) selon le carton du doublage français sur le DVD zone 2.
Un autre doublage a été récemment enregistré dans les studios Audiophase.